# Tobias Rocatis
Tobias Rocatis (født 17. april 1989) er en dansk fodboldspiller, der spiller i 2. divisionsklubben Odder IGF .
Han startede med at spille fodbold i moderklubben Højslev IF, han kom til Viborg FF i 2002.[kilde mangler]
Som ungdomsspiller spillede han i Viborg FF. Han har været på Viborg FF's førstehold i Superligaen i forbindelse med holdets kampe i Viasat Cup.[kilde mangler]